# 68. pehotni polk (Avstro-Ogrska)
Za druge 68. polke glejte 68. polk.
68. pehotni polk (izvirno nemško Infanterie-Regiment Nr. 68; dobesedno slovensko: Pehotni polk št. 68) je bil pehotni polk k.u.k. Heera.

## Poimenovanje
- Ungarisches Infanterie Regiment »von Reicher« Nr. 68
- Infanterie Regiment Nr. 68 (1915 - 1918)

## Zgodovina
Polk je bil ustanovljen leta 1860. 

### Prva svetovna vojna
Polkovna narodnostna sestava leta 1914 je bila sledeča: 98% Madžarov in 2% drugih. Naborni okraj polka je bil v Szolnoku, pri čemer so bile polkovne enote garnizirane sledeče: Semlin (štab, II. - IV. bataljon) in Szolnok (I. bataljon).
Med prvo svetovno vojno se je polk bojeval tudi na soški fronti. 23. maja 1917, med deseto soško ofenzivo, je bil polk razbit med italijanskim napadom; italijani so zajeli III. in IV. bataljon. V protinapadu istega dne se je izkazal polkov I. bataljon, ki pa je bil v bojih popolnoma uničen; zvečer je imel le še 100 vojakov.
V sklopu t. i. Conradovih reform leta 1918 (od junija naprej) je bilo znižano število polkovnih bataljonov na 3.

## Organizacija
1918 (po reformi)
- 1. bataljon
- 2. bataljon
- 3. bataljon, 38. pehotni polk

## Poveljniki polka
- 1865: Catejan Bissingen-Nippenburg[8]
- 1879: Franz Brunner[9]
- 1908: Karl Kiszling[10]
- 1914: Viktor Bakalarz[1]